# Reto Mächler
Reto Mächler (11 settembre 2001) è uno sciatore alpino svizzero.

## Biografia
Originario di Thalwil, fratello di Janine, a sua volta sciatrice alpina, e attivo in gare FIS dall'ottobre del 2017, in Coppa Europa Mächler ha esordito il 6 gennaio 2021 a Val-Cenis in slalom speciale (39º) e ha conquistato il primo podio il 21 gennaio 2022 a Vaujany nella medesima specialità (3º); ai Mondiali juniores di Panorama 2022 ha vinto la medaglia di bronzo nella gara a squadre. Ha debuttato in Coppa del Mondo il 17 novembre 2024 a Levi in slalom speciale, senza qualificarsi per la seconda manche; non ha preso parte a rassegne olimpiche o iridate.

## Palmarès

### Mondiali juniores
- 1 medaglia:
  - 1 bronzo (gara a squadre a Panorama 2022)

### Coppa Europa
- Miglior piazzamento in classifica generale: 23º nel 2022
- 1 podio:
  - 1 terzo posto

### Nor-Am Cup
- Miglior piazzamento in classifica generale: 31º nel 2022
- 1 podio:
  - 1 secondo posto

### Australia New Zealand Cup
- Miglior piazzamento in classifica generale: 2º nel 2025
- 1 podio:
  - 1 vittoria

#### Australia New Zealand Cup - vittorie
| Data           | Località     | Paese         | Specialità |
| -------------- | ------------ | ------------- | ---------- |
| 30 agosto 2024 | Coronet Peak | Nuova Zelanda | SL         |

Legenda:

SL = slalom speciale

### Campionati svizzeri
- 1 medaglia:
  - 1 oro (combinata nel 2020)